# Aimee Teegarden

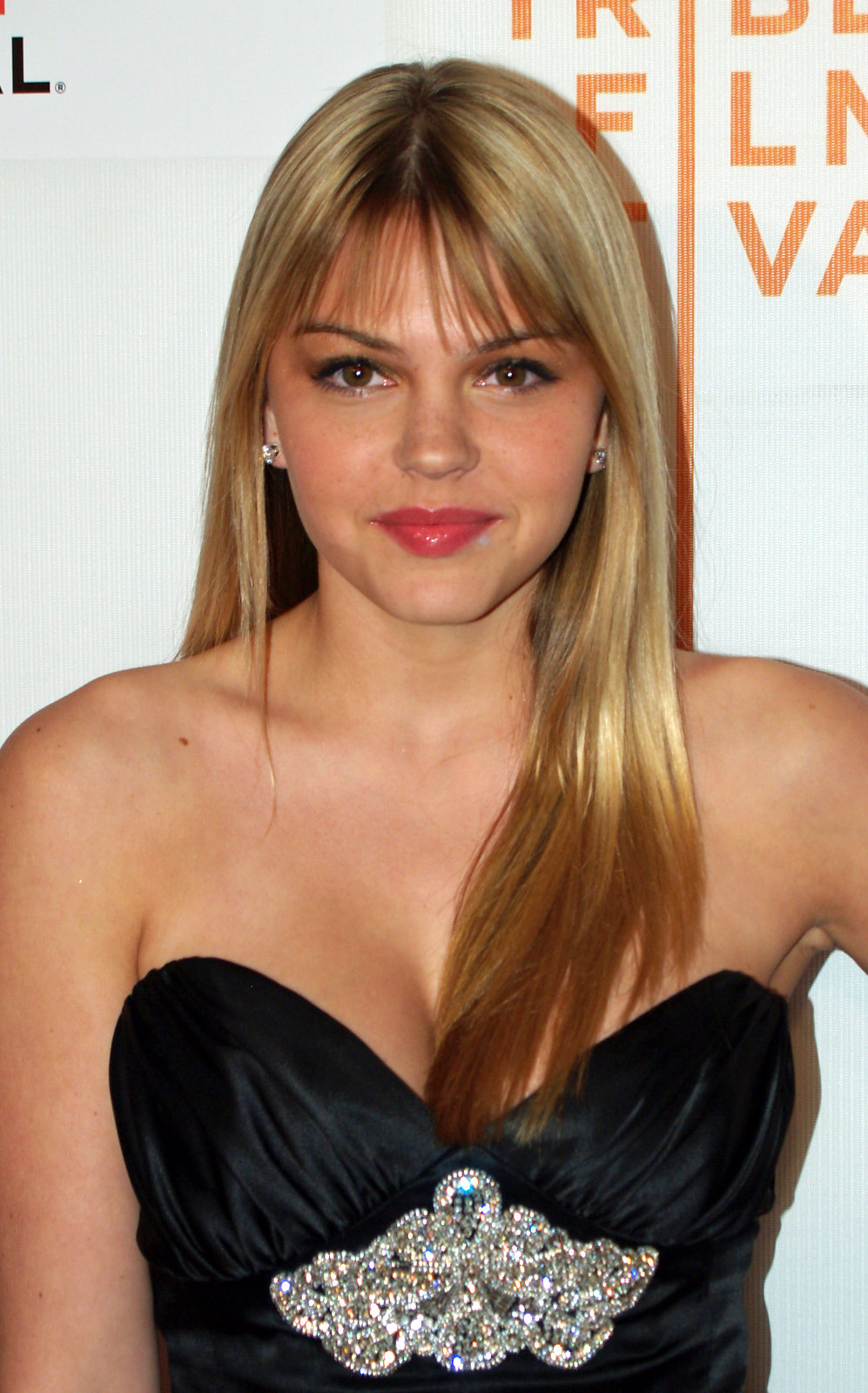
Aimee Teegarden (2008)

Aimeé Richelle Teegarden (ur. 10 października 1989 w Downey) – amerykańska aktorka, która wystąpiła w serialach Friday Night Lights, Przeznaczeni i Notorious.

## Filmografia

### Filmy
| Rok  | Tytuł                            | Rola             | Uwagi       |
| ---- | -------------------------------- | ---------------- | ----------- |
| 2005 | Sailing for Madagascar           | Bette Warren     | krótkometr. |
| 2009 | The Perfect Age of Rock 'n' Roll | Annie Genson     |             |
| 2009 | Zew krwi                         | Tracy            |             |
| 2009 | Dom na sprzedaż                  | Elenore Dare     |             |
| 2011 | Krzyk 4                          | Jenny Randall    |             |
| 2011 | Bal maturalny                    | Nova Prescott    |             |
| 2011 | Grabarz                          | Abby             |             |
| 2012 | Beautiful Wave                   | Nicole Davenport | film DVD    |
| 2013 | Miłość i honor                   | Juniper / Jane   |             |
| 2016 | Bakery in Brooklyn               | Vivien           |             |
| 2017 | Rings                            | Skye Johnston    |             |
| 2017 | A Change of Heart                | Josie            |             |
| 2020 | Guest House                      | Sarah Masters    |             |
| 2022 | The Road to Galena               | Elle Shepard     |             |

### Seriale
| Rok       | Tytuł                             | Rola              | Uwagi          |
| --------- | --------------------------------- | ----------------- | -------------- |
| 2003      | Dowody zbrodni                    | Tina Bayes (1990) | 1 odc.         |
| 2006      | Hannah Montana                    | Melissa           | 1 odc.         |
| 2006–2011 | Friday Night Lights               | Julie Taylor      | w gł. obsadzie |
| 2007      | Szkolny poradnik przetrwania      |                   | 1 odc.         |
| 2009      | 90210                             | Rhonda Kimble     | 3 odc.         |
| 2009      | CSI: Kryminalne zagadki Miami     | Brianna Faber     | 1 odc.         |
| 2009      | Miecz prawdy                      | Annabelle         | 1 odc.         |
| 2010      | CSI: Kryminalne zagadki Las Vegas | Molly Sinclair    | 1 odc.         |
| 2011–2013 | Aim High                          | Amanda Miles      | w gł. obsadzie |
| 2013      | Pięć filmów o szaleństwie         | Olivia            | film TV        |
| 2014      | Przeznaczeni                      | Emery Whitehill   | w gł. obsadzie |
| 2016–2017 | The Ranch                         | Nikki             | 4 odc.         |
| 2016      | Notorious                         | Ella Benjamin     | w gł. obsadzie |
| 2018      | Once Upon a Christmas Miracle     | Heather           | film TV        |
| 2019      | Robot Chicken                     | Smerfetka (głos)  | 1 odc.         |
| 2021      | A New Year's Resolution           | Kelly Leone       | film TV        |
| 2021      | Rekrut                            | Rita Cassie       | 1 odc.         |
| 2021      | My Christmas Family Tree          | Vanessa Hall      | film TV        |
| 2022      | Heart of the Matter               | Andie Hodges      | film TV        |
| 2022      | Autumn in the City                | Piper             | film TV        |
| 2022      | Christmas Class Reunion           | Elle              | film TV        |